# Мэнсон, Джош
Джошуа Дэвид (Джош) Мэнсон (англ. Joshua David Manson; 7 октября 1991, Хинсдейл, Иллинойс, США) — канадский хоккеист, защитник клуба НХЛ «Колорадо Эвеланш». Мэнсон был выбрал «Анахаймом» на драфте НХЛ 2011 года в шестом раунде под общим 160-м номером. Обладатель Кубка Стэнли 2022 года.
Джош — сын защитника Дэйва Мэнсона (род. 1967), сыгравшего в 1986—2002 годах 1103 матча в НХЛ.

## Ранняя жизнь
Мэнсон родился в пригороде Чикаго, Хинсдейле, в то время его отец выступал за «Чикаго Блэкхоукс». За несколько дней до рождения Джоша, его отца обменяли в «Эдмонтон Ойлерз», прямо перед стартом сезона 1991-92. Поскольку Дэйв Мэнсон был профессиональным хоккеистом, его семья постоянно жила в разных городах Канады и США, пока не осела окончательно в Кристофер Лэйк, провинция Саскачеван, после окончания карьеры отца.
Брат Джоша, Бен, тоже выступает на позиции защитника в юниорской лиге Саскачевана.

## Хоккейная карьера
Отыграл три сезона за Северо-Восточный университет в NCAA, и в последнем сезоне смог попасть во вторую команду всех звёзд дивизиона, а также получил приз лучшему защитнику дивизиона.
25 марта принял решение уйти из университетской команды и подписать двухлетний контракт новичка с «Анахайм Дакс» из НХЛ. 4 октября 2017 года «Утки» продлили контракт игрока ещё на 4 года, согласно которому средняя зарплата Мэнсона составила 4,1 миллиона долларов.
За восемь сезонов провёл за «Дакс» более 450 матчей в регулярных сезонах.
14 марта 2022 года был обменян в «Колорадо Эвеланш». 17 мая 2022 года забросил первую в карьере шайбу в матчах плей-офф, принеся «Эвеланш» победу в овертайме над «Сент-Луис Блюз».

## Награды и достижения

### Личные

#### NCAA
| Год     | Команда                      | Достижение                                         |       |
| ------- | ---------------------------- | -------------------------------------------------- | ----- |
| 2013–14 | Северо-Восточный университет | Приз лучшему оборонительному защитнику конференции | [ 3 ] |
| 2013–14 | Северо-Восточный университет | Вторая команда всех звёзд конференции              | [ 4 ] |

## Статистика
| Легенда | Легенда                    | Легенда | Легенда                   | Легенда | Легенда    |
| ------- | -------------------------- | ------- | ------------------------- | ------- | ---------- |
| И       | Количество проведённых игр | Штр     | Штрафное время            | +/−     | Плюс-минус |
| Г       | Голы                       | П       | Голевые передачи          | О       | Очки       |
| -       | Статистика неизвестна      | —       | Статистика не учитывалась |         |            |